# Lípa v Osvinově
Lípa v Osvinově je památný strom, solitérní lípa velkolistá (Tilia platyphyllos) v Krušných horách. Strom roste v nadmořské výšce 560 m ve svahu nad strouhou před statkem v Osvinově, části obce Stráž nad Ohří v okrese Karlovy Vary.
Obvod nízkého pohárovitého kmene měří 502 cm. Kmen stromu je dutý a do dutiny, prostupující kmenem i bázemi kosterních větví, lze nahlédnout nápadným otvorem v patě stromu. Mohutná a hustá koruna sahá do výšky 20 m (měření 2014). Stáří stromu bylo v roce 1984 odhadováno na 300 let.
Lípa je chráněna od roku 1986 jako esteticky zajímavý strom s významným vzrůstem.

## Stromy vokolí
- Břek u Horního hradu
- Buk k Osvinovu
- Duby u Panské louky
- Jasan u kovárny
- Pekelská lípa II.